# Nelahozeves (nádraží)
Nelahozeves je železniční stanice, která se nachází v Podhořanech, části obce Nelahozeves v okrese Mělník ve Středočeském kraji. Leží na dvojkolejné elektrizované trati Praha–Děčín (3 kV ss). Dále se v obci nachází železniční zastávka Nelahozeves zámek.

## Historie
Železniční stanice byla vybudována jako součást trati Severní státní dráha (NStB) spojující města Praha a Drážďany. Byla otevřena v roce 1850 s původním názvem Weltrus, který nesla až do roku 1918. Poté byla několikrát přejmenována. V letech 1918-1939 pod českým názvem Veltrusy, za období 2. světové války byla označena jako Weltrus/Veltrusy, mezi lety 1945-1959 opět jako Veltrusy a v roce 1959 byla přejmenována na dnešní název Nelahozeves.
Nelahozeveská výpravní budova stanice prošla rekonstrukcí zahájenou na podzim roku 2018 a byla slavnostně znovu otevřena pro veřejnost dne 24. dubna 2019. Hlavním předmětem rekonstrukce byla výměna střešní krytiny a nová fasáda včetně odstranění vlhkosti, výměna oken a přestavba zázemí pro cestující, které má určenou otevírací provozní dobu.

## Popis
Stanice je vybavena elektronickým stavědlem ESA 11, které ovládá místně výpravčí. Ve stanici jsou celkem čtyři průběžné dopravní koleje. Ve stanici jsou dvě jednostranná vnitřní nástupiště s úrovňovými přechody a jedno ostrovní nástupiště s přístupem podchodem. Jízdy vlaků v návazných traťových úsecích jsou v obou kolejích zabezpečeny obousměrným trojznakovým automatickým blokem.
Stanicí prochází První železniční koridor a stanice je zařazena do integrovaných dopravních systémů (PID) a (DÚK). Ve stanici je k dispozici bezbariérové WC a v blízkosti se nachází zastávka návazné MHD. Ve stanici není možnost zakoupení jízdenky, odbavení se provádí přímo ve vlakové soupravě nebo pomocí online aplikací.